# Natalja Vichljancevová
Natalja Vichljancevová, rusky: Наталья Константиновна Вихлянцева, Natalja Konstantinovna Vichljanceva, (* 16. února 1997 Volgograd) je ruská profesionální tenistka. Ve své dosavadní kariéře na okruhu WTA Tour nevyhrála žádný turnaj. V sérii WTA 125 vybojovala jeden titul ve čtyřhře. V rámci okruhu ITF získala dva tituly ve dvouhře a jeden ve čtyřhře.
Na žebříčku WTA byla ve dvouhře nejvýše klasifikována v říjnu 2017 na 54. místě a ve čtyřhře pak v červenci 2019 na 216. místě. Trénuje ji Jevgenij Drožin. Připravuje se ve francouzské tenisové akademii Mouratogloua, kouče Sereny Williamsové.
V ruském fedcupovém týmu debutovala v roce 2017 čtvrtfinálem 2. světové skupiny proti Tchaj-wanu, v němž vyhrála dvouhru nad Leeovou. Rusky zvítězily 4:1 na zápasy. Do roku 2018 v soutěži nastoupila k jedinému mezistátnímu utkání s bilancí 1–0 ve dvouhře a 0–0 ve čtyřhře.

## Tenisová kariéra
V rámci hlavních soutěží událostí okruhu ITF debutovala v závěru prosince 2012, když na turnaji v Petrohradu s dotací 10 tisíc dolarů postoupila z kvalifikace. V úvodním kole uhrála dva gamy na krajanku Juliji Kalabinovou. Premiérový singlový titul v této úrovni tenisu vybojovala v srpnu 2016 na plzeňském turnaji s rozpočtem 25 tisíc dolarů. Ve finále jí krajanka Anna Kalinská odebrala jen čtyři hry. Druhou trofej přidala o měsíc později na petrohradské události dotované 100 tisíci dolary, kde si ve finále hladce poradila s Chorvatkou Donnou Vekićovou.
V singlu okruhu WTA Tour debutovala na lednovém Shenzhen Open 2015 v Šen-čenu, kde ji pořadatelé udělili divokou kartu. V prvním kole vyřadila Němku Annu-Lenu Friedsamovou po třísetovém průběhu. Následně ji zastavila nejvýše nasazená Rumunka a pozdější vítězka Simona Halepová. V listopadu si zahrála semifinále Open de Limoges 2016, turnaje ze série WTA 125K, v němž nenašla recept na hráčku elitní světové třicítky Caroline Garciaovou.
Debut v hlavní soutěži nejvyšší grandslamové kategorie zaznamenala v ženském singlu Australian Open 2017 po zvládnuté tříkolové kvalifikaci a výhrách nad Hantuchovou, Krajicekovou a Šaripovovou. V úvodním kole dvouhry vyřadila Američanku Vaniu Kingovou, aby ji poté přehrála dvacátá čtvrtá nasazená Anastasija Pavljučenkovová ve dvou setech.
V únoru se objevila na St. Petesburg Ladies Trophy 2017, kde startovala na divokou kartu. Do prvního semifinále na okruhu WTA Tour postoupila přes Kazašku Jaroslavu Švedovovou, turnajovou osmičku Darju Kasatkinovou a po odstoupení nejvýše nasazené Simony Halepové pro zranění. Mezi poslední čtveřicí hráček jí pak zdolala pozdější šampionka Kristina Mladenovicová. Bodový zisk ji v následném vydání žebříčku zajistil průnik do elitní světové stovky, když se 6. února 2017 posunula ze 115. na 89. příčku.
Premiérové finále na okruhu WTA si zahrála na travnatém Ricoh Open 2017, probíhajícím v 's-Hertogenboschi, kam přijížděla se šňůrou šesti prohraných zápasů. Po semifinálové výhře nad chorvatskou turnajovou pětkou Anou Konjuhovou podlehla 21letá Estonce Anett Kontaveitové ve dvousetovém duelu.

## Finále na okruhu WTA Tour
| Legenda                           |
| --------------------------------- |
| D – dvouhra; Č – čtyřhra          |
| Grand Slam (0)                    |
| WTA Tour Championships (0)        |
| Premier Mandatory & Premier 5 (0) |
| Premier (0)                       |
| International (0–1 D)             |

### Dvouhra: 1 (0–1)
| Stav       | č. | datum           | turnaj                      | kategorie     | povrch | soupeřka ve finále | výsledek |
| ---------- | -- | --------------- | --------------------------- | ------------- | ------ | ------------------ | -------- |
| Finalistka | 1. | 18. června 2017 | s-Hertogenbosch, Nizozemsko | International | tráva  | Anett Kontaveitová | 2–6, 3–6 |

## Finále série WTA 125

### Čtyřhra: 1 (1–0)
| Stav    | č. | datum             | turnaj          | povrch | spoluhráčka   | soupeřky ve finále                 | výsledek              |
| ------- | -- | ----------------- | --------------- | ------ | ------------- | ---------------------------------- | --------------------- |
| Vítězka | 3. | 13. července 2019 | Båstad, Švédsko | antuka | Misaki Doiová | Alexa Guarachiová Danka Kovinićová | 7–5, 6–7(4–7), [10–7] |

## Tituly na okruhu ITF
| Legenda         | Legenda         |
| --------------- | --------------- |
| Turnaje W100    | Turnaje W80     |
| Turnaje W75/W60 | Turnaje W50     |
| Turnaje W35/W25 | Turnaje W15/W10 |

### Dvouhra (2 tituly)
| č. | datum      | turnaj           | kategorie | povrch    | soupeřka ve finále | výsledek |
| -- | ---------- | ---------------- | --------- | --------- | ------------------ | -------- |
| 1. | srpen 2016 | Plzeň, Česko     | W25       | antuka    | Anna Kalinská      | 6–1, 6–3 |
| 2. | září 2016  | Petrohrad, Rusko | W100      | tvrdý (h) | Donna Vekićová     | 6–1, 6–2 |

### Čtyřhra (1 titul)
| č. | datum      | turnaj             | kategorie | povrch | spoluhráčka    | soupeřky ve finále                          | výsledek              |
| -- | ---------- | ------------------ | --------- | ------ | -------------- | ------------------------------------------- | --------------------- |
| 1. | leden 2016 | Wesley Chapel, USA | W25       | antuka | Ingrid Neelová | Natela Dzalamidzeová Veronika Kuděrmetovová | 4–6, 7–6(7–4), [10–6] |